# 食品級潤滑劑
食品級潤滑劑（或稱食品藥物等級潤滑劑、H1潤滑劑），為對人體無害的工業用潤滑產品，可使用於食品、藥物、動物飼料的製造設備上。食品級潤滑劑的形態與一般工業設備用潤滑劑相同，包含液態的潤滑油、半固態的潤滑脂/潤滑膏、固態的潤滑臘等。
食品級潤滑劑可以採用的基礎油、增稠劑、潤滑添加劑種類較少，因此成本高於同效能的工業設備用潤滑劑。在沒有法規與完善監管體系、消費者保護意識的國家、區域，食品級潤滑劑的使用比例遠低於先進國家。

## 歷史[1]
最早的食品級潤滑劑定義，是由美國農業部（USDA）的食品安全檢驗局（FSIS）所制定的，USDA/FSIS直接管理美國境內肉品屠宰加工以及蛋品生產處理工廠，FSIS透過PAP（Prior Approval Program）審查市售的工業用潤滑劑，授與H1, H2, H3, 3H、P1等的等級，受FSIS管理的工廠必須選擇獲得上述等級的潤滑劑來保養其設備。USDA/FSIS的權威性廣為世界各國的潤滑劑製造商與食品藥物工廠所接受，也使得FSIS成為食品藥物潤滑劑行業的免費認證中心。
1998/2/13，USDA/FSIS宣佈將取消PAP（1999/9/30終止），根據HACCP的精神改為要求各工廠尋求潤滑供應商的保證並定期稽核，但由於市場對於第三方認證的需求，美國NSF International機構繼FSIS之後成功延續了食品級潤滑劑的認證工作，是目前世界公認的權威（但非唯一）認證機構。

## 標準
H1：可用於偶然、技術上不可能完全避免與食品/藥物接觸的潤滑點的潤滑劑，被H1潤滑劑污染的食品的外觀、氣味與味道必須不受影響
H2：完全不可能與食品/藥物接觸的潤滑點的潤滑劑
H3：又稱可溶油、可食用油，用於食品藥物直接接觸的物體（如屠體掛勾等）的防鏽，但在接觸食品前必須清除
3H：食品藥物離型劑（例如糕餅模具）
PAP將所有需要審核的物質分為「食品成份類」與「非食品成份類」，前者分為1~5類，其中第3類「食品加工用物質」（Food Processing Substances）的3H項目定義了合格的離型劑，因此受PAP授權的離型劑即被稱作3H等級，可用USP白油或矽油製成。後者分為A~H類，其中潤滑劑定義於H類，其中H1、H2、H3項目分別定義了上述用途的潤滑劑，因此受PAP授權的潤滑劑即被分別稱為H1~H3等級潤滑劑。
食品級潤滑劑，嚴格而言僅包含H1、H3、3H，必須「使用白名單物質」；H2類別潤滑劑並非食品級，其成份「不得使用黑名單物質」。
在USDA/FSIS認證時代，白名單為FDA法規（Code of Federal Regulations，CFR），黑名單為所有已知的有毒、致癌、致畸變物質，以及重金屬、無機酸等等。
德國克魯勃潤滑劑公司(Klüber Lubrication München KG （页面存档备份，存于）)根據USDA/FSIS的認證體系，首先起草了德國工業標準DIN V 0010517, 2000-08 Food-Grade Lubricants – Definitions and Requirements。NSF International與NLGI-ELGI （页面存档备份，存于）-EHEDG繼承了FDA與USDA的全套系統，接納了上述德國工業標準為本身認證系統的基礎，NSF International據以發展出自身標準NSF 116-2000 Nonfood compounds used in food-processing facilities - food- grade lubricants(僅定義H1, H3)。而NLGI-ELGI （页面存档备份，存于）-EHEDG亦從DIN V 0010517, 2000-08發展出FGL 1/2000/Issue 1標準。
除NSF International、NLGI-ELGI （页面存档备份，存于）-EHEDG外，亦有少數潤滑劑取得保险商实验室、加拿大農業與農業食品部(AAFC)/食品檢驗局(CFIA)、澳洲檢驗檢疫署(AQIS)的認證或許可，以便在當地開展業務。
中國的相關國家標準定義於GB 4853-94(食品級白油)、GB 12494-90(食品機械專用白油)、GB 15179-94(食品機械潤滑脂)、GB 23820(偶然與產品接觸的潤滑劑衛生要求)。

### 食品級潤滑劑的成份白名單[8][9][10][11]
21.CFR 178.3570：所有可使用於H1潤滑劑(包含基礎油、增稠劑、潤滑添加劑等)的物質列表，食品/藥物製品中不得有>10ppm含量，但黏度>300cSt的聚二甲基矽氧烷油僅能含有1ppm以下。除定義於本項目下的物質列表外，食品級潤滑劑還可以使用「一般公認的安全物質」及「使用前取得核准的物質」
21.CFR 178.3620(a)：可用於直接接觸食品的礦物白油（礦物基礎油的一種）定義，食品/藥物製品中不得有>10ppm含量
21.CFR 178.3620(b)：技術級礦物白油（Technical grade white mineral oil），石油精煉或石油氣合成、40°C黏度5~150cSt，可用於潤滑食品藥物機械但不得直接與製品接觸
21.CFR 172.878：可用於直接接觸食品/藥物的USP（United States Pharmacopoia）等級礦物白油定義，可用來直接加入食物/藥品中，可製成3H等級之基礎油
- 178.3620(b)技術級礦物白油：可用於H2等級潤滑劑
- 178.3620(a)礦物白油：可用於H1等級潤滑劑
- 172.878 USP礦物白油：可用於H1、3H等級潤滑劑

21.CFR 172.882：合成異石蠟烴基礎油定義
21.CFR 172.880：固體石蠟，可用作防鏽與脫膜劑
21.CFR 182 & 183：一般公認的安全物質（Generally Recognized as Safe，GRAS）列表，可使用於所有食品級與H2級潤滑劑

## 管制方法
FDA規定食品、藥物中可容許10ppm的食品級潤滑劑基礎油，非食品級潤滑劑則不得被檢出。
由於潤滑劑的可能成份繁多，採樣化驗不可能針對每種可能成份進行檢驗，即使驗出禁用物質也不可能確定污染源是生產設備的潤滑劑。因而，防止食品、藥物生產線的任何可能污染情形，需要長期的現場稽核制度。多數的潤滑劑污染事件，除少數是有明顯的變色、異味、磨耗鐵粉之外，都是在現場稽核時發現，而非產品抽驗時發現的。
因此USDA/FSIS終止PAP、全面導入HACCP以取代原本的管制機制。HACCP稽核可確保食品與飲料不會受到致病的污染，包含非食品級潤滑劑。
藥物生產行業則通行PIC/S認證稽核，與HACCP有類似的理念。
食品、藥物工廠可以從NSF網站的Non-food compound頁面 （页面存档备份，存于）查詢某一潤滑劑是否為NSF註冊的H1, H2或H3潤滑劑，以確保通過HACCP、PIC/S稽核。

## ISO 21469[14][15]
食品級潤滑劑的認證，僅需書面的成份審核。無法保證生產廠商的產品是否完全符合送審的成份表，也無法保證生產過程的衛生程度，同一產線上切換產品時的交叉污染更是一個必須重視的問題。
為解決上述問題，NSF提出了新的工業標準ISO 21469(2006年2月起生效)(ISO EN 21469:2006 – Safety of machinery – Lubricants with incidental product contact – Hygiene requirements)，該標準的規定包含潤滑產品的設計、測試、生產流程到包裝運輸，因此ISO 21469認證的是「指定產線生產的特定產品」，已受認證的產品若在另一未受認證工廠生產，並不能自動獲得認證。NSF亦提供ISO 21469認證，受認證的產品與認證工廠可於NSF網站 （页面存档备份，存于）查詢。